# Slaget om Okinawa
Slaget om Okinawa, kodnamn Operation Iceberg, var ett stort slag under andra världskriget som utkämpades mellan allierade och japanska styrkor på och runt ön Okinawa mellan april och juni 1945. Ön, som tillhör den japanska ögruppen Ryukyuöarna, var det sista stora hindret för de amerikanska styrkorna innan en invasion av de fyra japanska huvudöarna kunde inledas. Slaget var Stillahavskrigets sista stora drabbning, vilket varken amerikaner eller japaner räknade med vid tidpunkten för dess inledande. Befälhavaren över de amerikanska styrkorna var Simon Bolivar Buckner Jr., den japanska befälhavaren var Mitsuru Ushijima.
Japan var våren 1945 i praktiken besegrat, USA hade herraväldet såväl i luften som på havet men det fanns fortfarande inga tecken på att Japan tänkte kapitulera. Slaget om Okinawa anses vara det största kombinerade land-sjö-luft-slaget i krigshistorien. USA vann slaget efter stora förluster. Av de ursprungliga 150 000 soldater som invaderade ön den 1 april 1945 och som sedermera fördubblades, stupade 13 000, sårades 36 000 och ytterligare tusentals avled av skador och sjukdomar. Antalet stupade japanska soldater uppgick till åtminstone 100 000. I slagets inledning misslyckades Japan genom operation Ten-Go med det enorma slagskeppet Yamato att hejda den amerikanska landstigningen. Amerikanska flottan sänkte Yamato 7 april.
Till skillnad från de andra slagen under Stillahavskriget så möttes amerikanerna inte av ett japanskt frontalangrepp utan av öde sandstränder och låga men täta buskage. Den nya japanska taktiken – att hålla ön med gerillakrigföring – tog de amerikanska styrkorna på sängen. Initialt antogs ön vara obefäst.
Jämfört med många av de andra öarna som var krigsskådeplatser i Stillahavskriget hade Okinawa en stor civilbefolkning. Hur många civila som dog saknas tillförlitliga uppgifter om men sannolikt överstigande 100 000. Den japanska skräckpropagandan resulterade i att tusentals hellre begick självmord än att bli fångade av amerikanerna. Under slaget om Okinawa kapitulerade dock japanska soldater för första gången i större utsträckning.